# Marcel Blanc (rugby)
Pour les articles homonymes, voir Marcel Blanc et Blanc (homonymie).

a Compétitions nationales et continentales officielles uniquement.

b Matchs officiels uniquement.
Marcel Blanc, né le 25 novembre 1920 à Cases-de-Pène (Pyrénées-Orientales) et mort le 15 juin 2001 à Albi (Tarn), est un joueur de rugby à XV et international français de rugby à XIII, évoluant au poste de troisième ligne.
Enfant de la région de Perpignan, il découvre le rugby à XV et rejoint l'U.S.A. Perpignan. M. Blanc devient  champion de France seniors en 1944 dans une équipe perpignanaise comprenant Joseph Desclaux, Joseph Crespo, Puig-Aubert et Frédéric Trescases contre l'Aviron bayonnais de Jean Dauger sur le score de 20-5.
Le rugby à XIII réapparaît en France en 1944 après son interdiction durant la Seconde Guerre mondiale ; M. Blanc, à l'instar de nombreux Perpignanais, rejoint ce code de rugby et s'engage au sein du R.C. Albigeois en 1945. Il marque profondément l’histoire de ce club avec douze saisons disputées et un titre de Championnat de France en 1956. Il y côtoie à travers ses années les internationaux Jean-Marie Vignal, Gabriel Berthomieu, Gaston Combes, Marcel Volot, André Rives, Serge Tonus, Jean-Marie Bez et Georges Fages. Troisième ligne référence du Championnat de France, il compte également 1 sélection avec l'équipe de France, prenant part à la Coupe d'Europe des nations en 1954.
Après sa retraite sportive, il devient l'entraîneur du club albigeois et poursuit les succès du club. Il ajoute deux nouveaux titres de Championnat de France en 1958 et 1962 avec des joueurs tels les premiers nommés ajoutés aux André Vadon, Guy Husson, Honoré Conti, Gilbert Verdié, Roger Garrigue, Yves Bégou, Marcel Bonnet et Bernard Fabre.

## Biographie
Marcel Blanc joue en club avec l'USA Perpignan avec qui il devient champion de France en  1944. Après ce titre, il change de code et passe au rugby à XIII. Il obtient une sélection en équipe de France en 1953. En dehors de sa carrière sportive, il exerce le métier de cafetier.

## Palmarès

### Rugby à XV
- Vainqueur du championnat de France : 1944 Perpignan.

### En tant que joueur
- Collectif : 
  - Vainqueur du Championnat de France : 1956 (Albi)

#### Coupe d'Europe des nations
| Édition | Rang | Résultats France | Résultats Blanc | Matchs Blanc |
| ------- | ---- | ---------------- | --------------- | ------------ |
| 1954    | 3e   | 1 v 0 n 2 d      | 1 v 0 n 0 d     | 1/3          |

#### Détails en sélection
| 1. | 13 décembre 1953 | Pays de Galles | 23-22 | Coupe d'Europe | Troisième ligne | - | - | - | - |

##### Détails en club
| Saison    | Saison       | Championnat           | Championnat | Coupe           | Coupe      | Sélection | Sélection | Sélection | Sélection | Sélection | Sélection | Sélection |
| Saison    | Saison       | Comp.                 | Class.      | Comp.           | Class.     | Comp.     | M         | Pts       | Ess.      | Buts      | Dp.       |           |
| --------- | ------------ | --------------------- | ----------- | --------------- | ---------- | --------- | --------- | --------- | --------- | --------- | --------- | --------- |
| 1944-1945 | RC Albigeois | Championnat de France | 1/4 finale  | Coupe de France | 1/2 finale |           |           |           |           |           |           |           |
| 1945-1946 | RC Albigeois | Championnat de France | 1/2 finale  | Coupe de France | 1/4 finale |           |           |           |           |           |           |           |
| 1946-1947 | RC Albigeois | Championnat de France | 7e          | Coupe de France | 1/2 finale |           |           |           |           |           |           |           |
| 1947-1948 | RC Albigeois | Championnat de France | 1/2 finale  | Coupe de France | 1/4 finale |           |           |           |           |           |           |           |
| 1948-1949 | RC Albigeois | Championnat de France | 1/2 finale  | Coupe de France | 1/4 finale |           |           |           |           |           |           |           |
| 1949-1950 | RC Albigeois | Championnat de France | 6e          | Coupe de France | 1/8 finale |           |           |           |           |           |           |           |
| 1950-1951 | RC Albigeois | Championnat de France | 6e          | Coupe de France | 1/8 finale |           |           |           |           |           |           |           |
| 1951-1952 | RC Albigeois | Championnat de France | 5e          | Coupe de France | 1/4 finale |           |           |           |           |           |           |           |
| 1952-1953 | RC Albigeois | Championnat de France | 8e          | Coupe de France | 1/8 finale |           |           |           |           |           |           |           |
| 1953-1954 | RC Albigeois | Championnat de France | 8e          | Coupe de France | 1/2 finale | CE        | 1         | -         | -         | -         | -         |           |
| 1954-1955 | RC Albigeois | Championnat de France | 1/2 finale  | Coupe de France | 1/4 finale |           |           |           |           |           |           |           |
| 1955-1956 | RC Albigeois | Championnat de France | Champion    | Coupe de France | 1/4 finale |           |           |           |           |           |           |           |
| 1956-1957 | RC Albigeois | Championnat de France | 1/4 finale  | Coupe de France | 1/4 finale |           |           |           |           |           |           |           |

#### En tant qu'entraîneur
- Collectif : 
  - Vainqueur du Championnat de France : 1958 et 1962 (Albi)
  - Finaliste du Championnat de France : 1960 (Albi)